# Сьоло
«Сьоло» («Sioło») — збірники (4 випуски), виходили у Львові у 1866–1867 польською й українською (латинською абеткою) мовами за редакцією Павлина Свєнціцького.
Головна мета «Сьоло» — зміцнення польсько-українського порозуміння.
У «Сьоло» міщено інформації про українську історію (зокрема козацьку добу), культуру й особливо літературу.
«Сьоло» стояло на позиціях окремішности українського народу, поборювало російський панславізм і галицьке москвофільство.
У «Сьоло» друковано твори Т. Шевченка, Ю. Федьковича, Г. Квітки, М. Вовчка, П. Свєнціцького, Літопис Нестора (в перекладі на українську народну мову), а також польських авторів з української тематики, критично-бібліографічні огляди українських видань тощо.